# Stazione di Hanamaki Aeroporto
La stazione di Hanamaki Aeroporto (花巻空港駅?, Hanamaki Aeroporto-eki) è una stazione ferroviaria situata nella città di Hanamaki, nella prefettura di Iwate, ed è servita dalla linea principale Tōhoku della JR East. La stazione, pur portando il nome di "aeroporto", non è di pratica utilità per raggiungere l'Aeroporto di Iwate - Hanamaki, in quanto la fermata è posizionata a circa 3800 metri dal terminal principale. Fino al 2009 erano disponibili bus che collegavano la stazione con il terminal aeroportuale, ma a oggi l'unico mezzo disponibile è il taxi, e risulta quindi più conveniente raggiungere l'aeroporto in autobus dalla stazione di Hanamaki o da quella di Morioka.

## Linee ferroviarie
East Japan Railway Company
■ Linea principale Tōhoku

## Struttura
La stazione è costituita da un marciapiede laterale e due a isola collegati da sovrappassaggio con due binari passanti. La biglietteria è aperta dalle 7:05 alle 15:45 nei giorni feriali e dalle 8:15 alle 15:30 nei sabato e festivi.
| 1 | ■ Linea principale Tōhoku | per Kitakami e Ichinoseki |
| 2 | ■ Linea principale Tōhoku | Binario di servizio       |
| 3 | ■ Linea principale Tōhoku | per Hizume e Morioka      |

## Stazioni adiacenti
| «                                          | Servizio                | »                       |
| Linea principale Tōhoku                    | Linea principale Tōhoku | Linea principale Tōhoku |
| ------------------------------------------ | ----------------------- | ----------------------- |
| Hanamaki                                   | Locale                  | Ishidoriya              |
| I rapidi "Aterui" e "Hamayuri" non fermano |                         |                         |